# Jacob Thompson
Pour les articles homonymes, voir Thompson.
Jacob Thompson (15 mai 1810 - 24 mars 1885) était un avocat et un homme politique qui fut Secrétaire à l'Intérieur des États-Unis de 1857 à 1861.

## Biographie
Né à Leasburg, en Caroline du Nord, en 1810, Thompson fit ses études à la Bingham Academy dans le comté d'Orange, en Caroline du Nord, puis à l'Université de Caroline du Nord de Chapel Hill en 1831.
Il étudia le droit en 1832, et fut admis au barreau en 1834, pour entrer dans la vie active à Pontotoc, Mississippi. Il est célèbre pour avoir défendu Lee Merrow, un petit planteur blanc qui avait assassiné deux de ses esclaves alors qu'il était ivre. Le cas Lee Merrow a indigné les ligues anti-esclavagistes de Nord car l'homme fut acquitté par le jury de Pontotoc.

### Homme politique des États-Unis
Il entra ensuite en politique et fut élu au 26e Congrès des États-Unis, où il œuvra de 1839 à 1851. Il ne fut pas réélu au 32e Congrès, et retourna exercer le droit jusqu'en 1857, date à laquelle James Buchanan, le nouveau président des États-Unis, le nomma Secrétaire à l'Intérieur.
Vers la fin de l'administration Buchanan, les membres du cabinet eurent des débats sur l'esclavage et la sécession. Thompson prit parti pour les Confédérés et démissionna de son poste en janvier 1861.

### Pendant la Guerre de Sécession
Il devint alors Inspecteur Général de l'armée confédérée, puis, plus tard, un agent en mission confidentielle au Canada de 1864 à 1865. De là, il dirigea un complot confédéré de nature terroriste, visant à mettre le feu à New York le 25 novembre 1864, en représailles des tactiques de la terre brûlée employées par les généraux fédérés Philip Sheridan et William Tecumseh Sherman. Son manoir, appelé Home Place fut rasé par le feu par les troupes nordistes en 1864.